# Солнечный (Бурятия)
Солнечный — упразднённый посёлок в Северо-Байкальском районе Республики Бурятия Российской Федерации. На момент упразднения являлся центром Солнечного сельсовета Северо-Байкальского городского округа. Исключен из учётных данных в 2001 году.

## География
Располагался на правом берегу реки Акуликан (приток реки Гоуджекит), в 1 км к востоку от разъезд Гоуджекит Восточно-Сибирской железной дороги и 15 км к северо-западу от города Северобайкальск.

## История
25 сентября 1981 года в административном подчинении Гоуджекитского поссовета был зарегистрирован вновь возникший населённый пункт посёлок Солнечный.
После ликвидации в 1991 году рабочего посёлка Гоуджекит был передан в непосредственное подчинение Северобайкальска. 28 февраля 2001 года были упразднены посёлок Солнечный и Солнечный сельсовет.

## Население
| 1989 |
| ---- |
| 1029 |